# Companhia do Noroeste

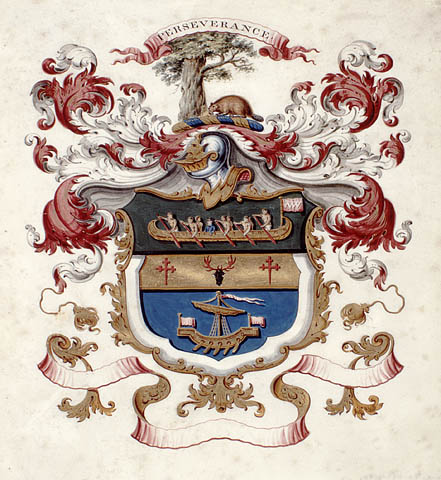
Brasão da Companhia do Noroeste

A Companhia do Noroeste foi, entre 1779 e 1821, uma empresa que comercializava peles e cuja sede principal se situava em Montreal. Os "Nor'Westerns" competiram com a Companhia da Baía de Hudson no território que acabou por tornar-se o oeste do Canadá. As tensões entre as duas companhias cresceram de tal forma que acabaram por gerar várias disputas de pouca importância, mas que ameaçaram transformarem-se em conflitos mais graves. A solução foi uma fusão forçada entre ambas entidades.
Oficialmente foi fundada no inverno de 1783-1784 (embora os principais acionistas tivessem já unido forças desde 1779) para o comércio de peles, pelos irmãos Benjamin Frobisher e Joseph Frobisher, Simon McTavish, Nicholas Montour, George McBeath, Robert Grant, Patrick Small, Peter Pond e William Holmes. 
Entrou em concorrência direta com a Companhia da Baía de Hudson que operava já há mais de um século (1672). Tal concorrência tornar-se-ia, no momento mais excessivo da década de 1810, em extorsões, sabotagens e assassinatos, chegando a um conflito armado em 16 de junho de 1816: o massacre de Seven Oaks, perto da colónia de Rivière Rouge. A tensão continuou nos anos seguintes e levou a numerosos processos jurídicos. Em 1821, por fim, o governo britânico forçou as duas companhias a fundirem-se conservando o nome de Companhia da Baía de Hudson.
1. ↑  «North West Company is formed». Your Museum. Your Stories. (em inglês). Consultado em 24 de julho de 2024
2. ↑  Wilson (15 de janeiro de 1983). Enterprises of Robert Hamilton: A Study of Wealth and Influence in Early Upper Canada, 1776-1812 (em inglês). [S.l.]: McGill-Queen's Press - MQUP